# نيكولو دا بوجيبونسي
نيكولو دا بوجيبونسي (باللاتينية: Nicolaus de Podiobonito)‏ (نيكولو من بوجيبونسي أو نيكولو البوجيبونسي) كان راهب فرنسيسكاني من القرن الرابع عشر قام برحلة حج شهيرة للأراضي المقدسة ما بين عامي 1345 – 1350م، وصفها بالإيطالية في كتابه Libro d'oltramare.
نشأ في بوجيبونسي في توسكانة، غادر للبندقية مع سبعة رفاق (عاد منهم ستة في النهاية لمدينتهم)، ومن هناك في رحلة بحرية لقبرص. حيث أقام فيها لعدة أشهر في خدمة هيو الرابع ملك قبرص [الإنجليزية]، ثم إلى يافا، ومن هناك زار القدس (حيث خدم لأربعة أشهر في كنيسة القيامة) وطاف بالمشاهد في فلسطين. ثم ذهب إلى دمشق ومنها عزم على زيارة "بابل" و" كلدو"، وهو ما لم يحدث.
أبحر نيكولو من بيروت لمصر، حيث زار الإسكندرية ، "بابليونا" (القاهرة القديمة )، وأماكن العهد القديم ودير سانت كاترين في سيناء. واتجه شمالًا لغزة ثم منها إلى دلتا النيل، حيث أبحر من دمياط لقبرص.
من قبرص أبحر نيكولو لإيطاليا. عبر ساحل الأناضول للإمبراطورية العثمانية، لميناء طرابلس، ثم قريبا من بوريتش على البحر الأدرياتيكي ، حيث أسره قطاع الطرق لكنه تمكن من الفرار ليصل بأمان للبندقية أواخر عام 1349 ثم إلى فيرارا، والتي احتجز بها حتى ربيع عام 1350، وبعد خمس سنوات من الترحال عاد إلى بوجيبونسي.
عند عودته، روى نيكولو رحلاته في كتاب Libro d'oltramare (حرفيا "كتاب ما وراء البحار" أو "كتاب الممالك الصليبية"). وفيه وصف المعالم السياحية ومسافات الطرق ورسوم الجمارك وأنواع صكوك غفران الأضرحة المختلفة. وأوصاف تفصيلية للمباني والمدن.

## روابط خارجية
- إيجيرتون 1900 في كتالوج المكتبة البريطانية للمخطوطات المذهبة